# Luis Galván
Pour les articles homonymes, voir Galván.
Luis Adolfo Galván, né le 24 février 1948 à Fernández (province de Santiago del Estero) et mort le 5 mai 2025 à Córdoba (province de Córdoba),, est un footballeur argentin au poste de défenseur central, qui a remporté la coupe du monde 1978 avec l'équipe d'Argentine.

## Clubs
- 1970-1982 :  Talleres de Córdoba
- 1982-1983 :  Loma Negra
- 1983-1984 :  Belgrano de Córdoba
- 1984-1985 :  Central Norte
- 1986 :  Bolívar La Paz
- 1986-1987 :  Talleres de Córdoba

## Équipe nationale
- 37 sélections en équipe d'Argentine entre 1975 et 1982.
- Vainqueur de la Coupe du monde 1978.
- Participation à la Coupe du monde 1982.